# Ladislav Rygl mladší
Ladislav Rygl (* 15. května 1976 Vrchlabí, Československo) je český reprezentační trenér sdruženářského družstva a bývalý reprezentant v severské kombinaci. Třikrát (v letech 1998, 2002 a 2006) se účastnil zimních olympijských her, na nichž dosáhl nejlépe na čtrnácté či sedmnácté místo. Svou zemi reprezentoval také na šesti mistrovstvích světa konaných v letech 1995 (v Thunder Bay), 1997 (v Trondheimu), 1999 (v Ramsau), 2001 (v Lahti), 2003 (ve Val di Fiemme) a 2005 (v Oberstdorfu). Nejvýše se na nich umístil na šestém, desátém, dvanáctém a šestnáctém místě. Úspěšný byl též ve Světovém poháru v severské kombinaci, v němž celkově skončil na třetím místě (v letech 1998/1999 a 1999/2000), na šesté pozici (v sezóně 2000/2001) a dvakrát skončil jedenáctý. Je vítězem tří závodů Světového poháru a celkem třináctkrát vystoupil na stupně vítězů. V roce 2000 zvítězil v anketě Král bílé stopy vyhlašovanou Svazem lyžařů České republiky.

## Život
Ladislav se narodil bývalé úspěšné běžkyni na lyžích Mileně Ryglové-Chlumové a mistru světa v severské kombinaci z r. 1970 Ladislavu Ryglovi. V mládí se zajímal o více sportů, ale vzhledem k podmínkám a rodinné tradici zvítězilo nakonec lyžování. Začínal jako běžec v TSM Vrchlabí s možnostmi tréninku skoku. Byl vybrán do SVS-M Vrchlabí, kde se plně mohl věnovat již i skoku, a tak zvítězila severská kombinace jako jeho specializace na několik dalších let.
Po reorganizaci v zařízeních vrcholového sportu přešel nejprve do SKI Jilemnice a po ukončení vrchlabského gymnázia nastoupil vojenskou službu v Dukle Liberec. V tu dobu se již začal prosazovat mezi nejlepšími sdruženáři v České republice a spolu s Fiuráškem a Šmejcem vybojovali 2. místo na MSJ družstev v r. 1995. Na hlavních závodech (ZOH, MS) neměl mnoho štěstí, provázelo jej zranění, promazání apod. přesto dokázal obsadit 6. místo na mistrovství světa 2001 v Lahti nebo 10. a 16. místo na MS v Oberstdorfu 2005, na MS v Trondheimu 1997 12. místo a 4. místo v závodě družstev. Na OH se mu nejlépe vedlo v Naganu 1998, kde obsadil 14. místo v individuálním závodě a 8. místo v závodě družstev. Na závodech Světového poháru prokazoval v průběhu několika sezón velmi vysokou výkonnost a tím zařazení k nejužší světové špičce, o čemž svědčí umístění v celkovém hodnocení SP (mj. 2×3. místo, 6. místo). Protože podobná umístění v následujících letech jiný český sdruženář nezopakoval, je Rygl jedním z nejúspěšnějších závodníků české severské kombinace v historii SP.
V sezóně 2001/2002 měl dlouhodobé problémy se zraněným kolenem, po operaci startoval na ZOH 2002. V individuálním závodě koleno neuneslo tak dlouhou zátěž závodu, umístil se na 39. místě. Z výsledku byl zklamaný, po závodě mluvil i o možném ukončení kariéry. Pro následné zdravotní potíže byl nucen kvůli zklidnění zranění odmítnout účast v závodě družstev, kde vedení týmu muselo nasadit náhradníka Lukáše Heřmanského. Tento krok představitelé českého lyžování i trenér sdruženářů označili za „podraz“, nicméně Rygl starší v sezóně uváděl, že se jeho syn této disciplíny nezúčastní. Chtěl se místo toho připravovat na závěrečný a kratší sprinterský závod, do kterého ovšem nebyl kvůli rozporům s trenéry nominován.
Po dalších potížích s kolenem a třech prodělaných operacích a potom především po ukončení pracovní smlouvy v Dukle Liberec, kterou po 12 let reprezentoval, byl tak po 17. místě ve sprintu na ZOH v Turíně 2006 (další výsledky: 36. místo v individuálním závodě a 8. místo v družstvech) nucen ukončit svoji sdruženářskou kariéru. Vystudoval trenérskou školu na FTVS UK v Praze i na UP v Olomouci. Po skončení závodní činnosti vystupoval v České televizi jako spolukomentátor vrcholných závodů (MS, ZOH) v severské kombinaci. Pracoval i jako trenér a své svěřence vždy vedl především ke zvládnutí dobré techniky lyžování. Hodně se věnoval závodní cyklistice na horských kolech a svoji techniku, odvahu a výkonnost na lyžích uplatnil v začínající sérii SkiCrossu na běžkách zvanou RedBull Nordix, kde v prvních třech ročnících v ČR obsadil postupně 1., 3. a 2. místo.
V dubnu 2014 se stal trenérem české sdruženářské reprezentace.